# Appendicula peyeriana
Appendicula peyeriana är en orkidéart som beskrevs av Friedrich Fritz Wilhelm Ludwig Kraenzlin. Appendicula peyeriana ingår i släktet Appendicula och familjen orkidéer.
Artens utbredningsområde är Sumatera. Inga underarter finns listade i Catalogue of Life.